# Kettlewell with Starbotton
Kettlewell with Starbotton – civil parish w Anglii, w North Yorkshire, w dystrykcie (unitary authority) North Yorkshire. W 2011 civil parish liczyła 322 mieszkańców.